# University of Education, Winneba

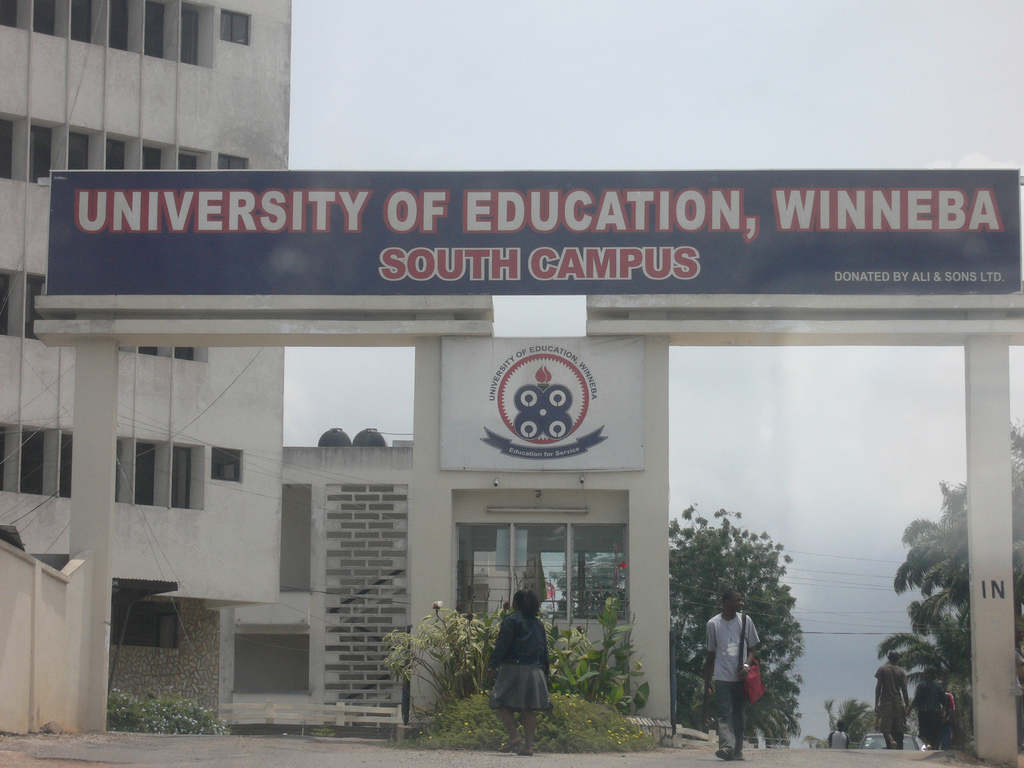
Ein Eingangsportal zur University of Education in Winneba, 2008

Die University of Education, Winneba (dt. Universität für Erziehung in Winneba) (kurz: UEW) ist eine im Jahr 1992 gegründete Universität in Ghana. Die UEW ist verteilt auf einen Campus in Winneba in der Central Region sowie jeweils einen weiteren Kampus in Kumasi und Mampong in der Ashanti Region. Im September 2006 studierten insgesamt 23.262 Studierende an der UEW. Davon waren 13.026 reguläre Studenten, 8.906 Studierende im Distance Learning Programm und 1.330 Teilzeitstudenten. Unter allen Studenten ist der Anteil der Frauen bei 35 Prozent im September 2006 angesiedelt.

## Fakultäten
Die UEW ist in 29 Abteilungen und Zentren unterteilt, die sich auf sechs Fakultäten verteilten. Insgesamt 12 Lernzentren für ortsabwesende Studenten wurden in ganz Ghana eingerichtet.
Die Fakultät für Landwirtschaftliche Erziehung vereinigt die Abteilungen für Landwirtschaftsingenieurwesen, Viehhaltung, interdisziplinäre Studien sowie Boden und Getreide. Die Fakultät für angewandte Kunst und Technologie besteht aus den Abteilungen Wirtschaftserziehung, Interdisziplinäre Studien und Technische Erziehung. Der Fakultät für Erziehung sind die Abteilungen für Grundschullehramt, Frühkindliche Erziehung und Psychologie und Erziehung sowie Sonderschulerziehung unterstellt. Die Sprachfakultät vereinigt die Abteilungen für die Sprachen Akan-Nzima, Englisch, Ewe, Französisch, Ga-Dangme, Gur-Gonja und angewandte Sprachen. Die Naturwissenschaftliche Fakultät ist unterteilt in die Abteilungen Gesundheit und Sport, Hauswirtschaftslehre, Mathematik und Naturwissenschaften. Letztlich ist die Fakultät für Sozialwissenschaften an der Universität ansässig und in die Abteilungen Sozialwissenschaften und Sozialstudien unterteilt.

## Campus
Der Campus ist an drei verschiedenen Orten eingerichtet worden. Auch ein Universitätsradio ist mit Radio Windy Bay und einer Reichweite von ca. 50 km in Winneba angesiedelt.
Ferner sind in der Universität sechs Bibliotheken mit der Osagyefo Library, der North Campus Library, Central Campus Library, Special Education Library, The Kumasi Campus Library und der Nana Afua Serwah Kobi Ampem 11 Library (auch: Mampong Campus Library) eröffnet worden.